# بيتر بلوك (كاتب)
بيتر بلوك (بالإنجليزية: Peter Block)‏ هو كاتب أمريكي، ولد في 1940.